# Nicoleta-Ancuța Bodnar
Pour les articles homonymes, voir Bodnar.
Nicoleta-Ancuța Bodnar, née le 25 septembre 1998, est une rameuse roumaine. Elle est sacrée championne olympique en deux de couple avec sa compatriote Simona Radiș aux Jeux olympiques d'été de 2020.

## Palmarès

### Jeux olympiques
- médaille d'or du deux de couple avec Simona Radiș aux Jeux olympiques d'été de 2020
- médaille d'or du huit aux Jeux olympiques d'été de 2024
- médaille d'argent du deux de couple avec Simona Radiș aux Jeux olympiques d'été de 2024

### Championnats du monde
- médaille d'argent du deux de couple avec Simona Radiș aux Championnats du monde 2019

### Championnats d'Europe
- médaille d'or du deux de couple avec Simona Radiș aux Championnats d'Europe 2021
- médaille d'or du deux de couple avec Simona Radiș aux Championnats d'Europe 2020
- médaille d'argent du deux de couple avec Simona Radiș aux Championnats d'Europe 2019